# Bělá nad Svitavou
Bělá nad Svitavou (deutsch Deutsch Bielau auch Biela, Bielau, Deutsche Biela) ist ein Dorf mit 464 Einwohnern (28. August 2006) in der Region Pardubický (Tschechien).

## Geschichte

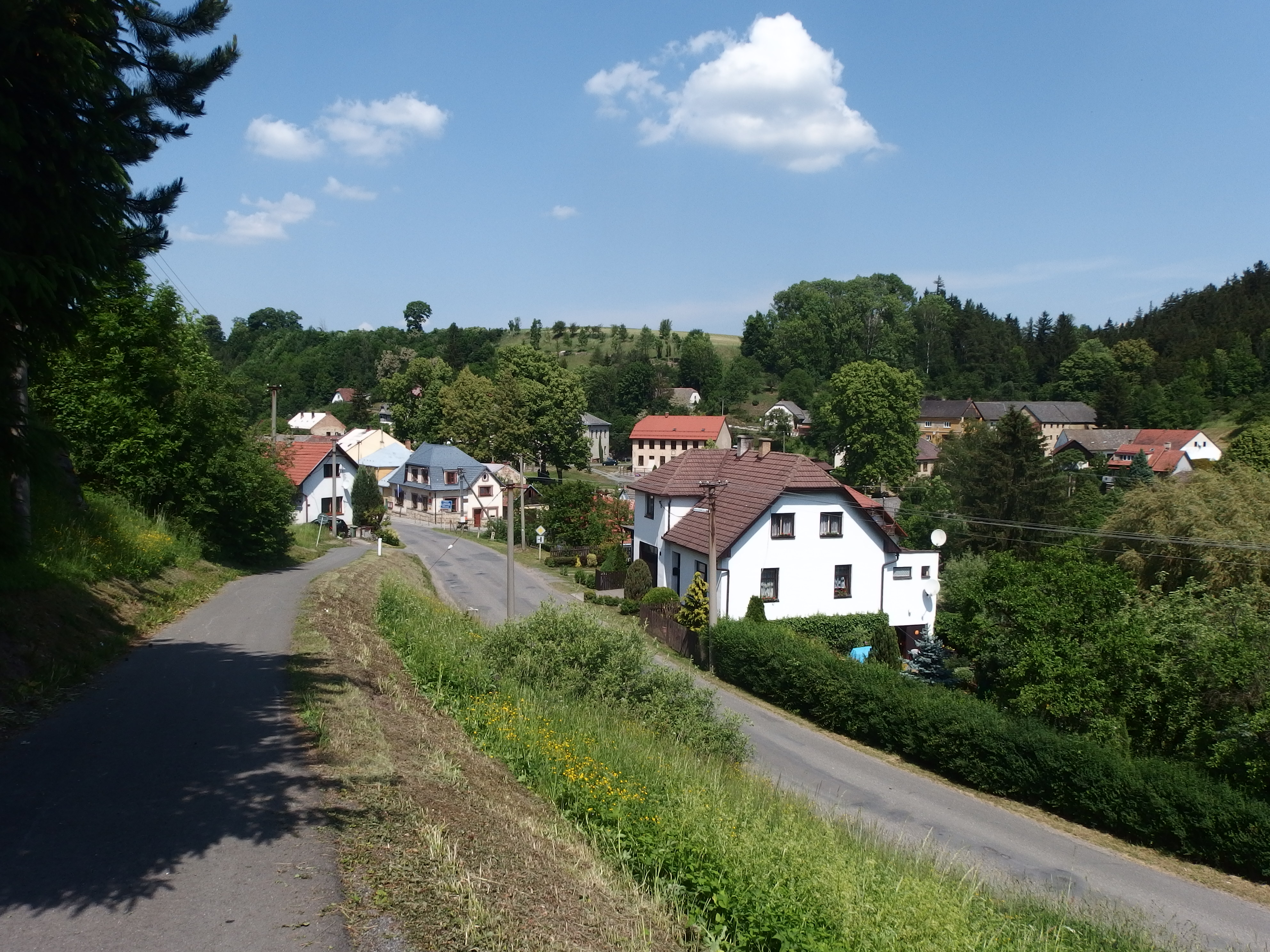
Bělá nad Svitavou (2018)

1502 wurde Deutsch Bielau erstmals schriftlich erwähnt. Die Geschichte des Dorfes ist eng mit der Herrschaft der Herren auf der Burg Svojanov verbunden. Die Einsiedelei wurde erst unter Ottokar II. Přemysl besiedelt. Seit dem 17. Jahrhundert bis 1809 gehörte das Dorf zum Herrschaftsbereich der Familie Des Fours-Walderode, die es an die Freiherrn von Bartenstein verkaufte. Diese wiederum überließ es 1823 23 Gläubigern. 1883 wurde es dem kaiserlichen Fonds zugeschlagen, bis es 1918 Eigentum der Tschechoslowakischen Republik wurde.
Nach dem Münchner Abkommen wurde der Ort dem Deutschen Reich zugeschlagen und gehörte bis 1945 zum Landkreis Zwittau.
Nach der Vertreibung der Deutschen nach dem Zweiten Weltkrieg wurde der Ort langsam wieder besiedelt.

## Söhne und Töchter des Ortes
- Jakob Kolletschka (1803–1847), österreichischer Mediziner
- Hubert Heger, Maler

## Sehenswürdigkeiten
- Barockkirche Allerheiligen (1751–1770)
- Jüdisches Massengrab